# Bob Frankston
Robert (Bob) M. Frankston (Brooklyn, Nova Iorque, 14 de junho de 1949) é o co-criador com Dan Bricklin da planilha eletrônica VisiCalc e cofundador da Software Arts.
Frankston estudou na Stuyvesant High School em Nova Iorque e graduado em 1970 no Instituto de Tecnologia de Massachusetts.
É fellow da Association for Computing Machinery (1994). Recebeu o Prêmio Washington de 2001